# NGC 6006
NGC 6006 је елиптична галаксија у сазвежђу Змија која се налази на NGC листи објеката дубоког неба.
Деклинација објекта је + 12° 0' 21" а ректасцензија 15h 53m 2,5s. Привидна величина (магнитуда) објекта NGC 6006 износи 14,2 а фотографска магнитуда 15,2. NGC 6006 је још познат и под ознакама MK 862, CGCG 78-93, NPM1G +12.0445, PGC 56295.